# Corynoptera francescae
Corynoptera francescae är en tvåvingeart som beskrevs av Werner Mohrig och Ellen Kauschke 1994. Corynoptera francescae ingår i släktet Corynoptera och familjen sorgmyggor.
Artens utbredningsområde är Italien. Inga underarter finns listade i Catalogue of Life.